# Почистване на покрив
Почистването на покрив е процес на премахване на мръсотия, водорасли и мъх от покрива. Почистването може да удължи живота на един покрив. Струпвания на водорасли и други нерядко се формират на сенчести части от покрива, оказвайки негативно влияние. Присъствието на сажди, мръсотия или биомаса оказва въздействие на количеството погълната от покрива светлина, а това се отразява на цялата сграда. Чистенето се осъществява с помощта на белина, оцет, различни почистващи препарати или от почистващи фирми. Поставянето на цинкови ленти може да попречи на растежа на водорасли и мъх.

## Средства за почистване
Средствата за почистване на покриви често си служат с водна струя под високо налягане и въртящи се четки, като някои имат и удължители. Те също така могат да ограничат разпространението на радиоактивни материали във въздуха (на места с радиоактивно замърсяване), но и други материали като азбеста. Изобретени са специализирани роботи, проектирани за улеснение при почистване на покриви.